# Дім (фільм, 2009)
«Дім» (англ. Home) — документальний фільм 2009 року, результат спільної праці фотографа дикої природи Яна Артюса-Бертрана та режисера Люка Бессона. У фільмі зображено різноманіття життя на Землі та те, як люди порушують екологічний баланс. Англійську версію фільму озвучувала Гленн Клоуз, іспанську — Сальма Гайєк, арабську — Магмут Сеїд. Фільм вийшов 5 червня одночасно на DVD, Blu-ray, телебаченню та YouTube. Фільм, як елемент стратегії зв'язків з громадськістю, профінансувала багатонаціональна холдингова компанія Kering.

## Сюжет
Фільм майже повністю складається з демонстрації різноманітних місць Землі з висоти пташиного польоту. Голос за кадром розповідає про екологічну катастрофу, що загрожує планеті. Ілюструються глобальні проблеми людства.

## Знімання

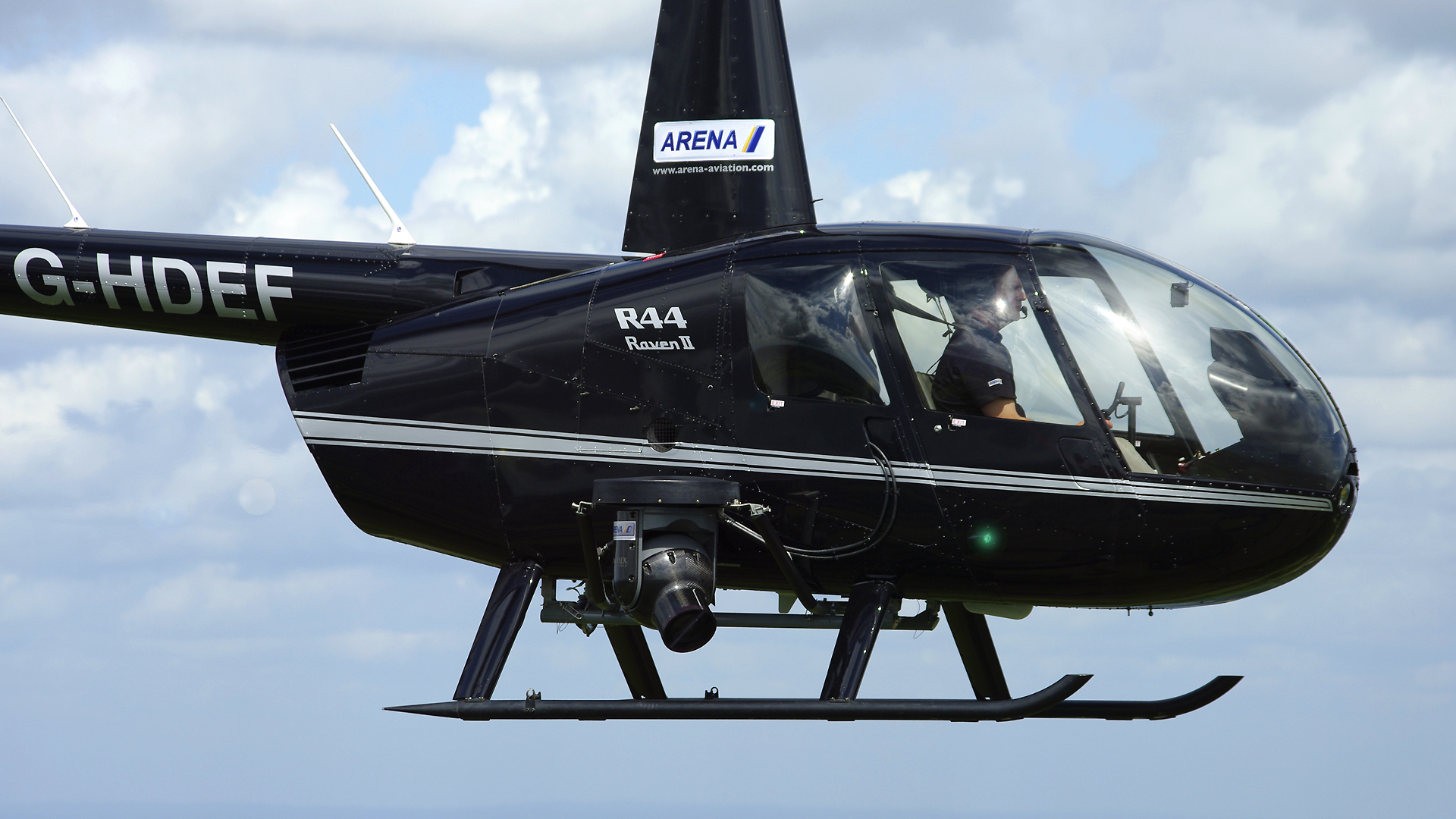
Гелікоптер з камерою Cineflex

Увесь фільм знімався з вертольота на камеру з високою роздільною здатністю Cineflex.
За 18 місяців знімальна група побула в 53 країнах світу. При цьому в деяких країнах, наприклад у Китаї й Саудівській Аравії, режисерові було заборонено проведення повітряного знімання. В Індії половину відзнятих матеріалів конфіскували, а в Аргентині Артюс-Бертрану довелось провести тиждень у в'язниці.
На YouTube є відео про знімання фільму.

## Прем'єра
Прем'єра фільму відбулась 5 червня 2009 року, у Всесвітній день навколишнього середовища. Картину одночасно показали у 87 країнах світу у форматі відкритого безплатного показу. В багатьох країнах фільм, демонстрація якого за словами режисера «межує з політичним закликом», була заборонена.

## Версії фільму
Вийшло дві версії фільму: для інтернету, телебачення і на DVD тривалістю 1:29:39, та версія для кінотеатрів — 1:58:25.
Фільм вийшов відразу кількома мовами: арабською, англійською, французькою, німецькою, нідерландською, португальською, російською, іспанською, курдською, українською тощо. Закадровий текст в оригінальній франкомовній версії для кінотеатрів читає Жак Гамблен, а в телеверсії — сам Артюс-Бертран.

### Дім. Історія подорожі / Home: History of a Journey / Home, histoire d'un voyage
Це «фільм про фільм», він коментується від першої особи як особисті спостереження режисера: «Я вважав, що відзнятий матеріал є унікальним, тому, було дуже шкода, що він не підходив для фільму „Дім“». Через це сюди увійшли кадри, які спочатку не увійшли у фільм. Тривалість — 1:46:48 сек., а також є розширена режисерська версія тривалістю 1:52:58.